# یانووک دورانووسکی
یانووک دورانووسکی (به لاتین: Janówek Duranowski) یک روستا در لهستان است که در گمینا سوخاچو واقع شده‌است.